# Gare de Berlin-Spandau
 (février 2020).
Si vous disposez d'ouvrages ou d'articles de référence ou si vous connaissez des sites web de qualité traitant du thème abordé ici, merci de compléter l'article en donnant les références utiles à sa vérifiabilité et en les liant à la section « Notes et références ».
La gare de Berlin-Spandau est l'une des cinq grandes gares berlinoises reliant différents moyens de transport ferroviaires des lignes nationales (Intercity-Express, Intercity / EuroCity), des lignes régionales (Interregio-Express, Regional-Express, Regionalbahn) et du S-Bahn. Située à l'extrême ouest de la ville dans le quartier de Spandau, aux lignes ferroviaires de Berlin à Hambourg et de Berlin à Hanovre, la gare est construite sur l'ancien site de la station de Spandau West ouverte en 1910. Un nouveau bâtiment voyageurs conçu par les architects Gerkan, Marg & Partners est mis en service en 1998.
Une grande partie des trains grandes lignes arrivant à Berlin de l'Ouest y passent et environ 45 000 passagers y transitent quotidiennement. La gare est également reliée au métro de Berlin et au réseau de bus.

## Histoire

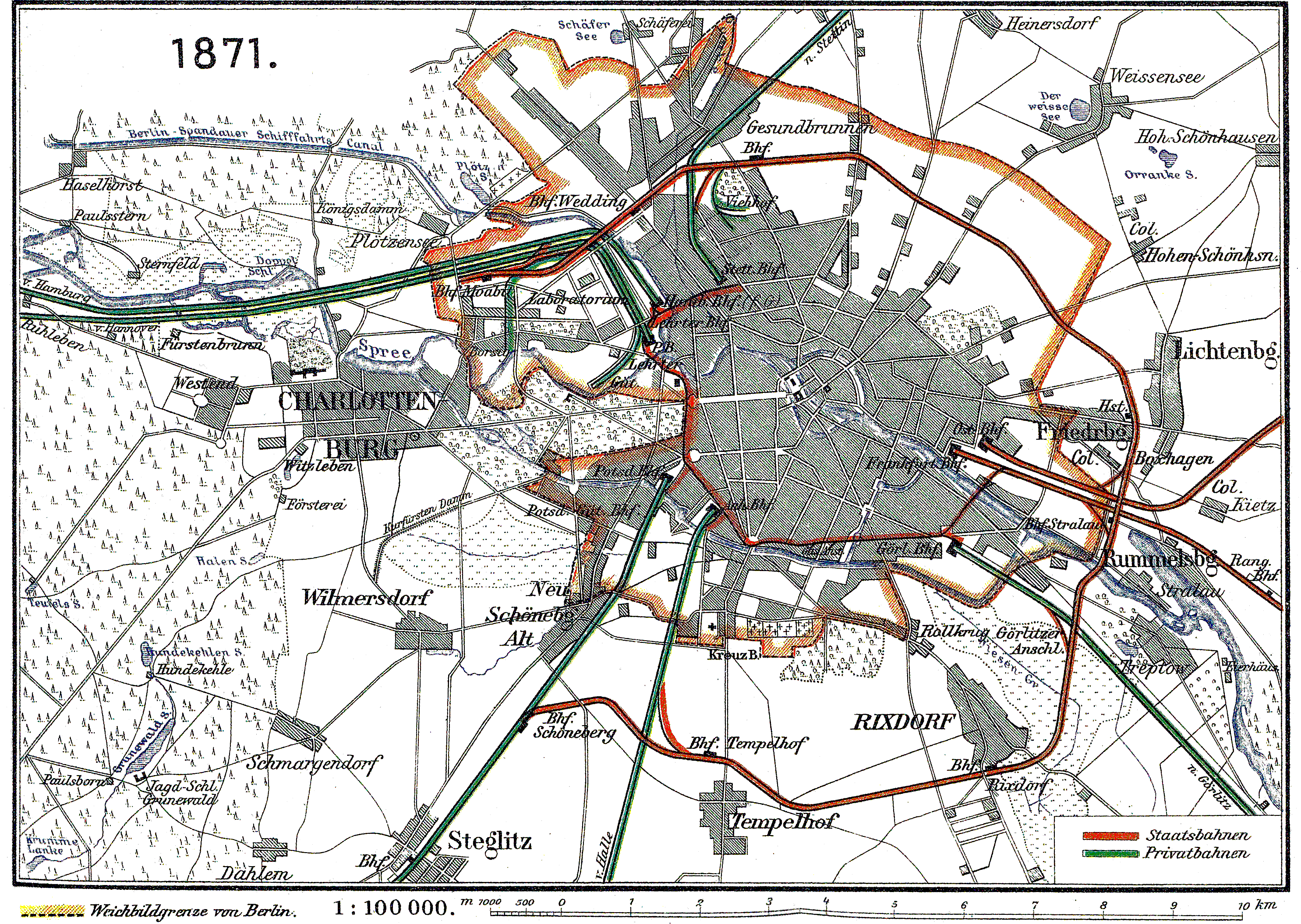
Les chemins de fer de Berlin en 1871.

La gare ouvre en 1871 comme point de départ du chemin de fer de Berlin à Lehrte, près de Hanovre. Elle permet une correspondance avec la ligne de Berlin à Hambourg, ouverte en 1846. Le 1er octobre 1890, elle est fermée au trafic de passagers, qui est transféré à la station Spandau-Voyageurs (« Spandau Personenbahnhof ») de la ligne Berlin-Hambourg, et rebaptisée  « Gare de marchandises de Spandau » (« Spandau Güterbahnhof »). L'emplacement de la gare de passagers est repris par un centre commercial, les Arcades de Spandau, et un restaurant, le Stadtpark, qui fermera définitivement en 1966. Le 15 juillet 1910, une gare de passagers Spandau-Banlieue (« Spandau Vorortbahnhof ») est ouverte, renommée la même année Spandau-Ouest (« Spandau West »), proche du nouvel hôtel de ville de Spandau. Un tunnel la relie à la petite gare du chemin de fer du Pays de la Havel, en service depuis 1893. Le 23 août 1928, la ligne de banlieue est rattachée au réseau du S-Bahn de Berlin, électrifié au cours des années 1930. Pendant la guerre et l'après-guerre, elle connaît les vicissitudes de l'histoire du S-Bahn de Berlin.  
En 1945, Spandau est rattaché à la zone d'occupation occidentale qui deviendra Berlin-Ouest. En 1961, la construction du mur de Berlin vient interrompre le trafic vers Falkensee et Berlin-Staaken. Il reprend de façon intermittente mais prend fin en 1980 à la suite de la grève de la Deutsche Reichsbahn est-allemande. Une nouvelle ligne de S-Bahn est ouverte en 1984 et établit une correspondance avec la Ligne 7 du métro de Berlin dotée d'une station à Spandau-Hôtel de ville (« U-Bahnhof Rathaus Spandau »).
Après la réunification allemande, la construction d'une nouvelle gare de S-Bahn est confiée en 1993 à l'architecte espagnol Santiago Calatrava Valls. Après des difficultés financières, le chantier est repris en 1996 par le cabinet allemand Gerkan, Marg und Partner. Le premier quai est ouvert le 21 mai 1997 et la gare de S-Bahn entre en service le 30 décembre 1998.

Images de la gare de Berlin-Spandau
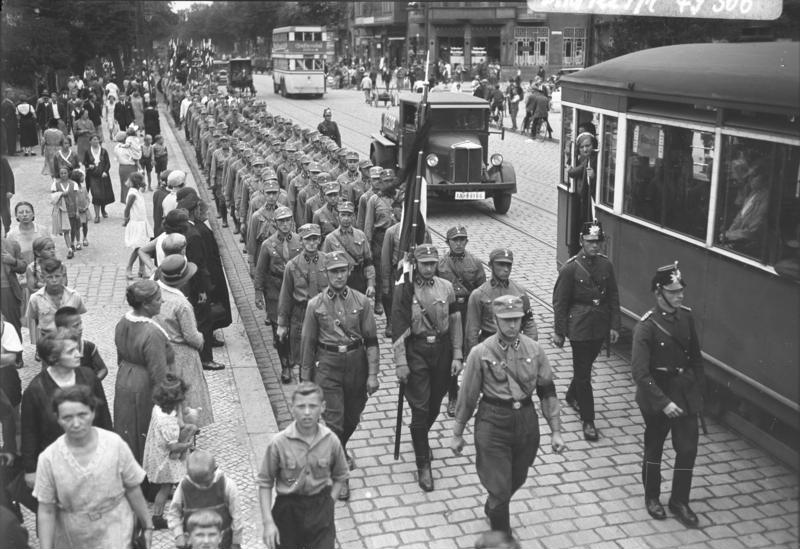
Défilé des sections d'assaut nazies sur la ligne de tramway de Spandau en 1932.
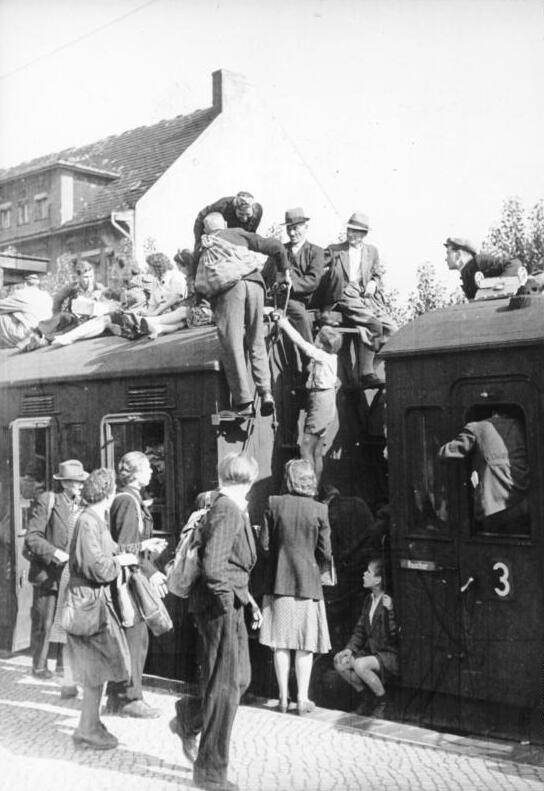
La gare de S-Bahn (Spandau-West) en 1947.
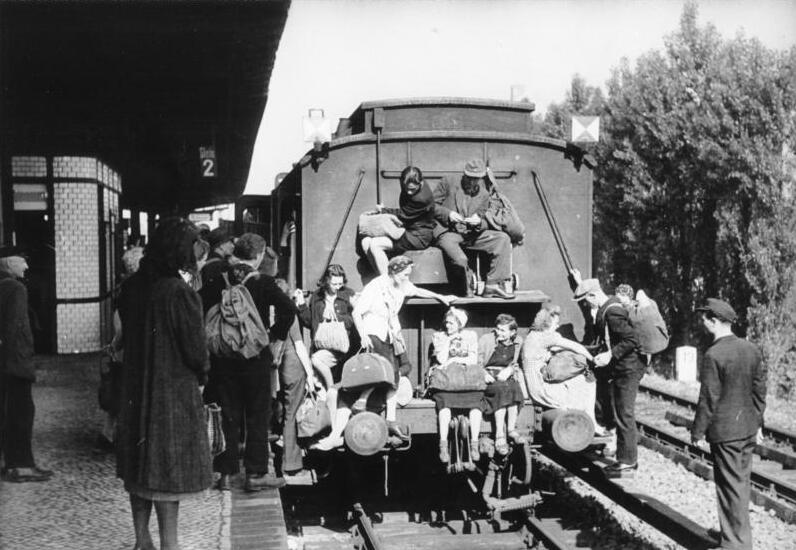
Afflux de passagers à Spandau-West en 1947.

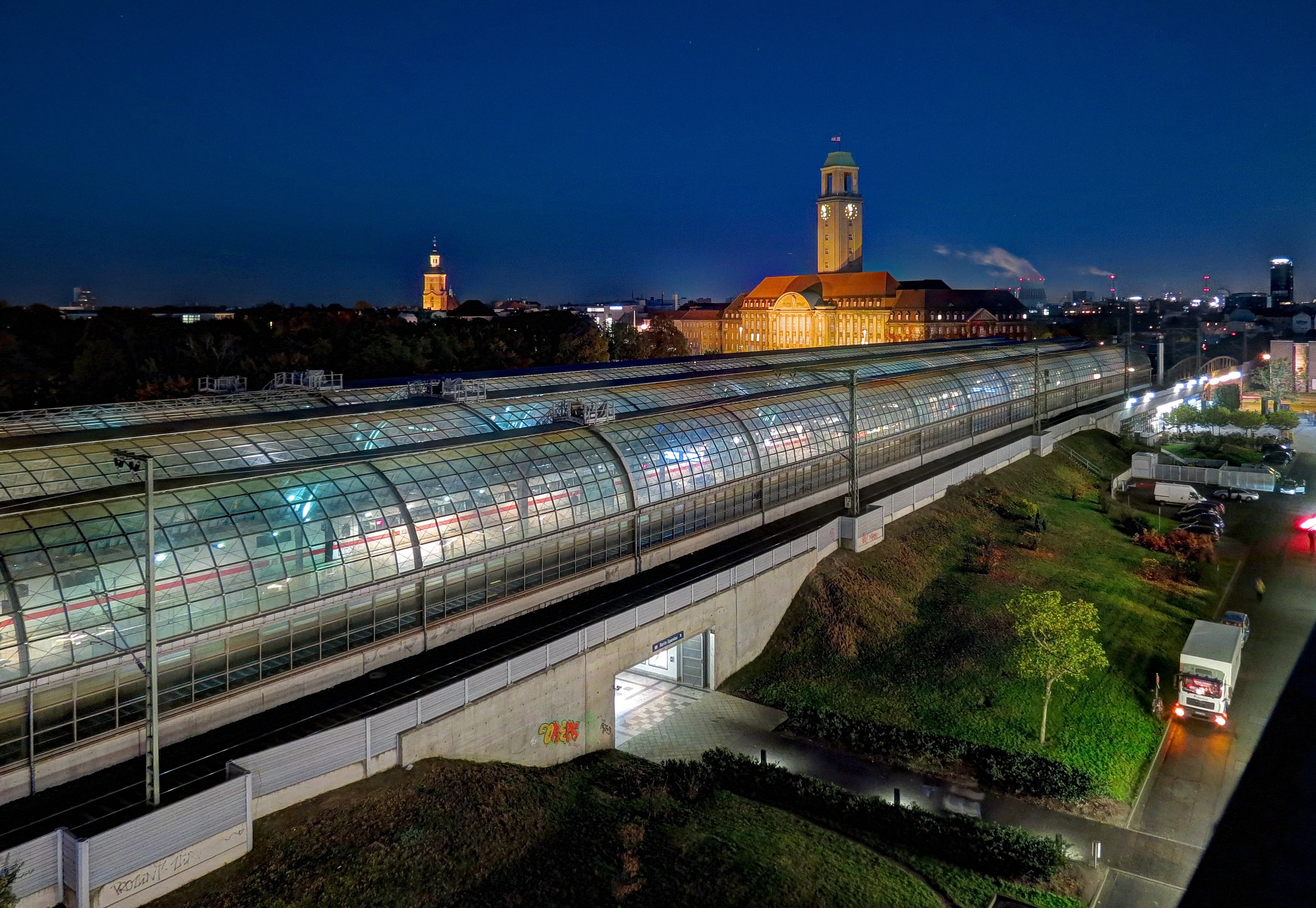
La gare de Spandau la nuit en 2012. En arrière-plan, la tour de l'hôtel de ville.

## Service des voyageurs

### Dessertes

#### Grandes lignes
| Ligne  | Villes étapes |
| ------ | --- |
| ICE 10 | Gare centrale de Berlin – Berlin-Spandau – Hanovre – Hamm – Dortmund – Duisbourg – Düsseldorf (– Cologne Messe/Deutz – Aéroport de Cologne/Bonn)               |
| ICE 11 | Hambourg – Gare centrale de Berlin – Berlin-Spandau – Leipzig – Erfurt – Francfort-sur-le-Main – Stuttgart – Munich                                            |
| ICE 12 | Gare centrale de Berlin – Berlin-Spandau – Brunswick – Göttingen – Cassel-Wilhelmshöhe – Francfort-sur-le-Main – Mannheim – Fribourg – Bâle CFF                |
| ICE 13 | Gare de l'Est (Berlin) – Berlin-Spandau – Brunswick – Cassel-Wilhelmshöhe – Gare du midi de Francfort – Gare de l'aéroport de Francfort                        |
| ICE 18 | Hambourg – Berlin-Spandau – Gare centrale de Berlin – Halle-sur-Saale – Erfurt – Nuremberg – Ingolstadt/Augsbourg – Munich                                     |
| ICE 28 | Hambourg – Berlin-Spandau – Gare centrale de Berlin – Leipzig – Halle-sur-Saale – Erfurt – Nuremberg – Munich                                                  |
| EC 27  | (Hambourg – Berlin-Spandau –) Gare centrale de Berlin – Dresde – Prague – Brno (– Budapest-Keleti)                                                             |
| IC 32  | Berlin Südkreuz – Gare centrale de Berlin – Berlin-Spandau – Hanovre – Dortmund – Duisbourg – Cologne – Coblence – Mannheim – Stuttgart (– Lindau – Innsbruck) |

| Origine           | Arrêt précédent            | Train | Train | Train | Arrêt suivant | Destination |
| ----------------- | -------------------------- | ----- | ----- | ----- | ------------- | ----------- |
| Paris-Est         | Francfort-sur-le-Main-Midi |       | ICE   |       | Berlin Hbf    | Berlin-Est  |
| Amsterdam-Central | Hanovre Hbf                |       | IC    |       | Berlin Hbf    | Berlin-Est  |

#### Lignes régionales
| Ligne | Villes étapes |
| ----- | --- |
| IRE   | Gare de l'Est (Berlin) – Berlin-Spandau – Stendal – Salzwedel – Uelzen – Lunebourg – Hambourg                                                                             |
| RE2   | Wismar – Schwerin – Wittenberge – Neustadt (Dosse) – Berlin-Spandau – Gare de l'Est (Berlin) – Königs Wusterhausen – Lübben – Cottbus                                     |
| RE4   | Jüterbog – Ludwigsfelde – Teltow – Berlin Südkreuz – Berlin Potsdamer Platz – Berlin-Spandau – Dallgow-Döberitz – Wustermark – Rathenow                                   |
| RE6   | Berlin Gesundbrunnen – Berlin-Spandau – Hennigsdorf – Neuruppin – Wittstock/Dosse – Pritzwalk – Wittenberge                                                               |
| RB10  | Berlin Südkreuz – Berlin Potsdamer Platz – Gare centrale de Berlin – Berlin Jungfernheide – Berlin-Spandau – Falkensee – Nauen                                            |
| RB13  | Berlin Jungfernheide – Berlin-Spandau – Dallgow-Döberitz – Wustermark |
| RB14  | Aéroport de Berlin-Schönefeld – Berlin Alexanderplatz – Gare centrale de Berlin – Berlin Zoologischer Garten – Berlin-Charlottenburg – Berlin-Spandau – Falkensee – Nauen |

### Intermodalité

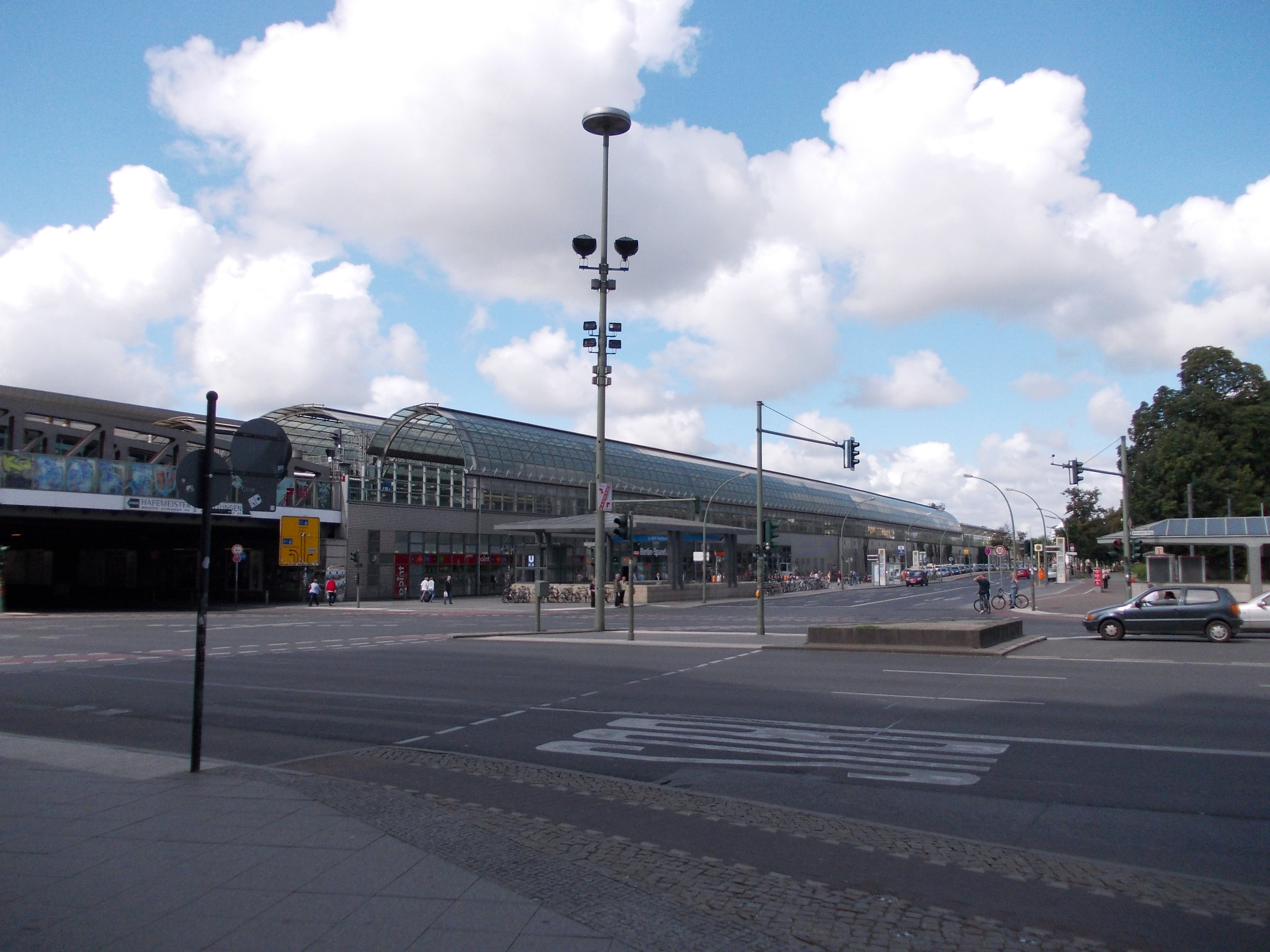
Le versant nord avec accès au métro.

#### Métro
La gare est desservie par la ligne 7 au terminus de Rathaus Spandau, mise en service déjà le 1er octobre 1984, qui est situé tout près de l'entrée nord à côté de la mairie de Spandau. La gare de métro n'était pas renommée après l'inauguration de la station ferroviaire en 1998.

#### Bus
La gare est aussi desservie par les lignes  32, 37, 45 ;  X33, 130, 134, 135, 136, 137, 236, 237, 337, 638 et 671.